# Wjatscheslaw Wladimirowitsch Atawin
Wjatscheslaw Wladimirowitsch Atawin (russisch Вячеслав Владимирович Атавин; * 4. Februar 1967 in Krasnojarsk, Sowjetunion) ist ein ehemaliger russischer Handballspieler.
Der 2,02 m große Atawin wurde meist im linken Rückraum eingesetzt. Er begann seine Karriere bei Dinamo Astrachan und wechselte über die Zwischenstation GK Newa St. Petersburg in die spanische Liga ASOBAL zu BM Granollers, mit dem er 1995 und 1996 den EHF-Pokal gewinnen konnte. Nach seinem Wechsel zum SC Magdeburg triumphierte er 1999 zum dritten Mal im EHF-Pokal. Ein Jahr später kehrte er zu Granollers zurück. Nach einem dreijährigen Gastspiel in Griechenland bei AC Filippos Verias mit Altstars wie Alexander Tutschkin und József Éles spielte er bis zu seinem Karriereende 2007 im spanischen Klub BM La Roca.
Mit der Sowjetischen Nationalmannschaft gewann er bei den Olympischen Spielen 1988 in Seoul die Goldmedaille sowie bei der Handball-Weltmeisterschaft der Männer 1990 die Silbermedaille. Mit der Russischen Nationalmannschaft wurde er 
1993 und 1997 Weltmeister sowie 1996 Europameister. Atawin bestritt insgesamt 288 Länderspiele.